# Paul Ngadjadoum
Paul Ngadjadoum (* 20. Oktober 1957) ist ein ehemaliger tschadischer Leichtathlet.

## Sport
Ngadjadoum trat bei den Olympischen Sommerspielen 1988 in Seoul im Hochsprung an und schied in der Vorrunde aus. Er fungierte auch als Fahnenträger bei der Eröffnungszeremonie. Außerdem gewann er 1978 bei den Afrikaspielen Gold im Hochsprung.